# Bartramia deciduaefolia
Bartramia deciduaefolia là một loài rêu trong họ Bartramiaceae. Loài này được Broth. & Yasuda mô tả khoa học đầu tiên năm 1915.